# Fesches-le-Châtel
Fesches-le-Châtel – miejscowość i gmina we Francji, w regionie Burgundia-Franche-Comté, w departamencie Doubs.
Według danych na rok 1990 gminę zamieszkiwało 2118 osób, a gęstość zaludnienia wynosiła 612 osób/km² (wśród 1786 gmin Franche-Comté Fesches-le-Châtel plasuje się na 67. miejscu pod względem liczby ludności, natomiast pod względem powierzchni na miejscu 925.).